# Шушково (деревня, Переславский район)
Шушко́во — деревня в Переславском районе Ярославской области России. Входит в Рязанцевское сельское поселение. Население 13 чел. (2010) .

## История
Согласно действующему Закону Ярославской области от 21 декабря 2004 года № 65-з деревня Шушково вошло в образованное муниципальное образование Рязанцевское сельское поселение.

## География
Находится у административной границы с МО городской округ Переславль-Залесский. Примерно в 5 километрах находится посёлок железнодорожной станции Шушково.

## Население
| 2007 | 2010 |
| ---- | ---- |
| 25   | ↘13  |

### Известные жители
- Блохин, Анатолий Прокопьевич (1930—2014) — Государственного комитета РСФСР по труду (1982—1990).

## Инфраструктура
Личное подсобное хозяйство. Дачи (вблизи дачный посёлок Дубрава).

## Транспорт
В 5 километрах находится железнодорожная станция Александровского направления Северной железной дороги Шушково.
Автомобильный и железнодорожный транспорт.